# Subspecialitate
O subspecialitate este un domeniu restrâns de profesioniști cunoștințe/abilități într-o specialitate de comerciant, și este cel mai frecvent utilizată pentru a descrie cele mai diverse profesiuni medicale. Un subspecialist este un specialist al unei subspecialități.
In medicină, subspecializarea este deosebit de frecventă în medicină internă, cardiologie, neurologie și patologie și a crescut ca practică medicală și:
1. devin mai complexe, și
2. a devenit clar că volumul de caz al unui medic este asociat negativ cu rata lor de complicație; care este, complicații tind să scadă ca volumul de cazuri pe medic merge în sus.[1][2]